# Ривермид
Ривермид (англ. Rivermeade; ирл. Mhóinéar na hAbhann) — деревня в Ирландии, находится в графстве Фингал (провинция Ленстер).

## Демография
Население — 615 человек (по переписи 2006 года). В 2002 году население составляло 558 человек.
Данные переписи 2006 года:
| Общие демографические показатели |               |                               |                               |      |      |
| Всё население                    | Всё население | Изменения населения 2002—2006 | Изменения населения 2002—2006 | 2006 | 2006 |
| 2002                             | 2006          | чел.                          | %                             | муж. | жен. |
| 558                              | 615           | 57                            | 10,2                          | 289  | 326  |